# BP
Бритиш Петролеум (званично BP plc) је британска мултинационална компанија за нафту и гас са седиштем у Лондону. То је један од седам највећих светских компанија на тржишту нафте и гаса, која по учинку у 2012. години представља шесту највећу нафтну и гасну компанију на свету, шесту највећу енергетску компанију по тржишној капитализацији и 12. компанија са свету по приходу (промету). Послује у свим областима индустрије нафте и гаса, укључујући истраживање и производњу, прераду, дистрибуцију и маркетинг, петрохемију, производњу и трговину електричном енергијом. Послује и на тржишту обновљиве енергије, са интересом у биогорива и енергију ветра. 
Бритиш Петролеум је била директно укључена у неколико великих еколошких и сигурносних инцидената. Међу њима је експлозија у рафинерији у Тексасу 2005. године, која је изазвала смрт 15 радника, највеће изливање нафте у Британији, изазвана штетом на танкеру Тори Кењон 1967. године и изливање нафте код Прудо залива 2006. године, што је резултирало са 25 милиона долара цивилних казни, што је највећа казна по барелу у то време за изливање нафте.